# اتم (کمیک)
اتم (به انگلیسی: Atom)یک شخصیت خیالی قهرمان است که در کتب کامیک دی سی کامیکس وجود دارد؛ و برای اولین بار، در شمارهٔ ۳۴ مجلهٔ کمیک ویترین (Showcase) در اکتبر ۱۹۶۱ معرفی شد.